# Тасуло
Тасуло (итал. Tassullo) је насеље у Италији у округу Тренто, региону Трентино-Јужни Тирол.
Према процени из 2011. у насељу је живело 1554 становника. Насеље се налази на надморској висини од 612 м.

## Становништво
Према резултатима пописа становништва 2011. у општини је живело 1.920 становника.
| 1931. | 1936. | 1951. | 1961. | 1971. | 1981. | 1991. | 2001. | 2011. |
| ----- | ----- | ----- | ----- | ----- | ----- | ----- | ----- | ----- |
| 1.600 | 1.671 | 1.885 | 1.956 | 1.949 | 1.805 | 1.773 | 1.790 | 1.920 |